# Juillet 1856

## Événements
- France : assouplissement de la législation commerciale.

- 7 juillet, France : ouverture de la ligne de Noisy-le-Sec à Nogent - Le Perreux par la Compagnie des chemins de fer de l'Est. Inauguration de la Gare de Niort.

- 14 juillet : en Espagne, le pouvoir passe à une coalition libérale entre modérés et progressistes (1856-1863). Véritable trêve politique, elle permet un rétablissement économique et l’amorce d’une politique étrangère ambitieuse. Leopoldo O'Donnell, Premier ministre.

- 22 juillet : de retour en France, le maréchal Pélissier reçoit de l'Empereur le titre de duc de Malakoff.

## Naissances
- 9 juillet : Jacob Smits, peintre belgo-néerlandais († 15 février 1928).
- 10 juillet : Nikola Tesla, inventeur et ingénieur en électricité († 7 janvier 1943).
- 12 juillet : Ernesto Schiaparelli, archéologue et égyptologue italien († 14 février 1928).
- 26 juillet :
  - Édouard Anseele : homme politique belge († 18 février 1938).
  - George Bernard Shaw, écrivain britannique d'origine irlandaise († 2 novembre 1950).

## Décès
- 9 juillet : Amedeo Avogadro, chimiste et physicien italien (° 9 août 1776).
- 29 juillet : Robert Schumann, compositeur.